# Coleophora sciurella
Coleophora sciurella is een vlinder uit de familie kokermotten (Coleophoridae). De wetenschappelijke naam is voor het eerst geldig gepubliceerd in 1987 door Giorgio Baldizzone.
De soort komt voor in Europa.